# Саката
Саката (јап. 酒田市) град је у Јапану у префектури Јамагата. Према попису становништва из 2005. у граду је живело 117.577 становника.

## Становништво
Према подацима са пописа, у граду је 2005. године живело 117.577 становника.
| 1995.   | 2000.   | 2005.   |
| ------- | ------- | ------- |
| 122.536 | 121.614 | 117.577 |